# Наймушин, Пётр Фёдорович
Пётр Фёдорович Найму́шин (31 декабря 1936 года, д. Трудовая Пчела Воткинского района УАССР — 13 августа 1995 года, Воткинск) — советский и российский лыжник, участник Олимпийских игр в Инсбруке, серебряный призёр СССР в эстафете 4х10 км (1961). Почётный мастер спорта СССР, заслуженный тренер СССР по лыжным видам спорта (1963). Первый тренер Г. А. Кулаковой.

## Карьера
Воспитанник воткинского спортивного клуба «Знамя». В возрасте 23 лет выполнил норматив мастера спорта СССР по лыжным гонкам.
В 1961 году на чемпионате СССР по лыжным гонкам завоевал серебро. В этом же году вошёл в состав сборной СССР по лыжным гонкам.
В 1964 году в составе сборной принимал участие в Олимпийских играх в Инсбруке, но на трассу не вышел. После этого перешёл на тренерскую работу.
В 1964 году на районных соревнованиях по лыжным гонкам в Воткинске обратил внимание на занявшую второе место Галину Кулакову, которая участвовала от имени своей сестры. В 1966 году с Кулаковой переехал в Прокопьевск, где работал в местной ДЮСШ.
В 1975 году вернулся в Воткинск уже будучи заслуженным тренером РСФСР. За тренерскую карьеру подготовил 10 мастеров спорта.
Скончался в Воткинске в 1995 году.